# قیصرآباد
قیصرآباد ، روستایی از توابع بخش کهریزک است
■ این روستا در نزدیکی عوارضی تهران قم قرار دارد.
شغل اصلی مردم قیصرآباد کشاورزی است و کشت اصلی آنان گندم و ذرت و گل کلم است. 
قیصرآباد با توجه به خیابان بندی خوب و باغ های اطراف و منش مردمانش به نگین درخشان کهریزک نیز مشهور است.